# Vassarameer
Het Vassarameer, Vassaraträsket, is een meer in Zweden. Het ligt ten zuidwesten van de stad Gällivare en is twee bij een kilometer. Het water uit het meer stroomt door de Vassara naar de Lina.
Vassarameer → Vassara → Lina → Angesån → Kalixälven → Botnische Golf